# Paradise, Vilda västern
Paradise, Vilda västern (engelska: Paradise eller Guns of Paradise) är en amerikansk TV-serie som sändes första gången den 27 oktober 1988 i USA och har sänts i Sverige på SVT 1991 och 1993.

## Handling
Serien handlar om revolvermannen Ethan Cord, som när hans syster dör får försöka ändra hela sin livsstil då han blir tvungen att ta hand om hennes fyra barn. Han slår sig ned i byn Paradise, där han hyr en gård av Amelia Lawson. 
Cords förflutna kommer dock allt som oftast ikapp honom och leder till både äventyr och en del våldsamheter. Han bidrar bland annat till att försvara byns invånare från skurkar. Till sin hjälp har han den kloke John Taylor som är en indiansk medicinman. 

## Roller (urval)
| Lee Horsley            | – Ethan Allen Cord |
| Matthew Newmark        | – Joseph Carroll   |
| Jenny Beck             | – Claire Carroll   |
| Michael Patrick Carter | – George Carroll   |
| Brian Lando            | – Ben Carroll      |
| Dehl Berti             | – John Taylor      |
| Sigrid Thornton        | – Amelia Lawson    |